# Olivetti
Olivetti, полное название Ing. C. Olivetti & Co., SpA., — итальянская компания, производитель пишущих машинок, компьютеров, принтеров и аппаратуры различного назначения.

## История
Компания была основана Камилло Оливетти (англ.) для производства пишущих машинок в 1908 году в Иврее, недалеко от Турина. Наибольшее развитие компания получила при его сыне Адриано Оливетти. В 1930 году Olivetti открыла своё первое зарубежное производственное предприятие, а в 1948 году начала выпускать электрический калькулятор Divisumma собственной разработки. Olivetti выпустила первый итальянский электронный компьютер, транзисторный Elea 9003, в 1959 году и в этом же году купила Underwood Typewriter Company. В 1964 году компания продала своё подразделение электроники американской компании General Electric, но продолжила разрабатывать новые вычислительные машины самостоятельно. Одной из них была Programma 101, рассматриваемая как первый персональный компьютер, произведённый компанией.

### Дизайн

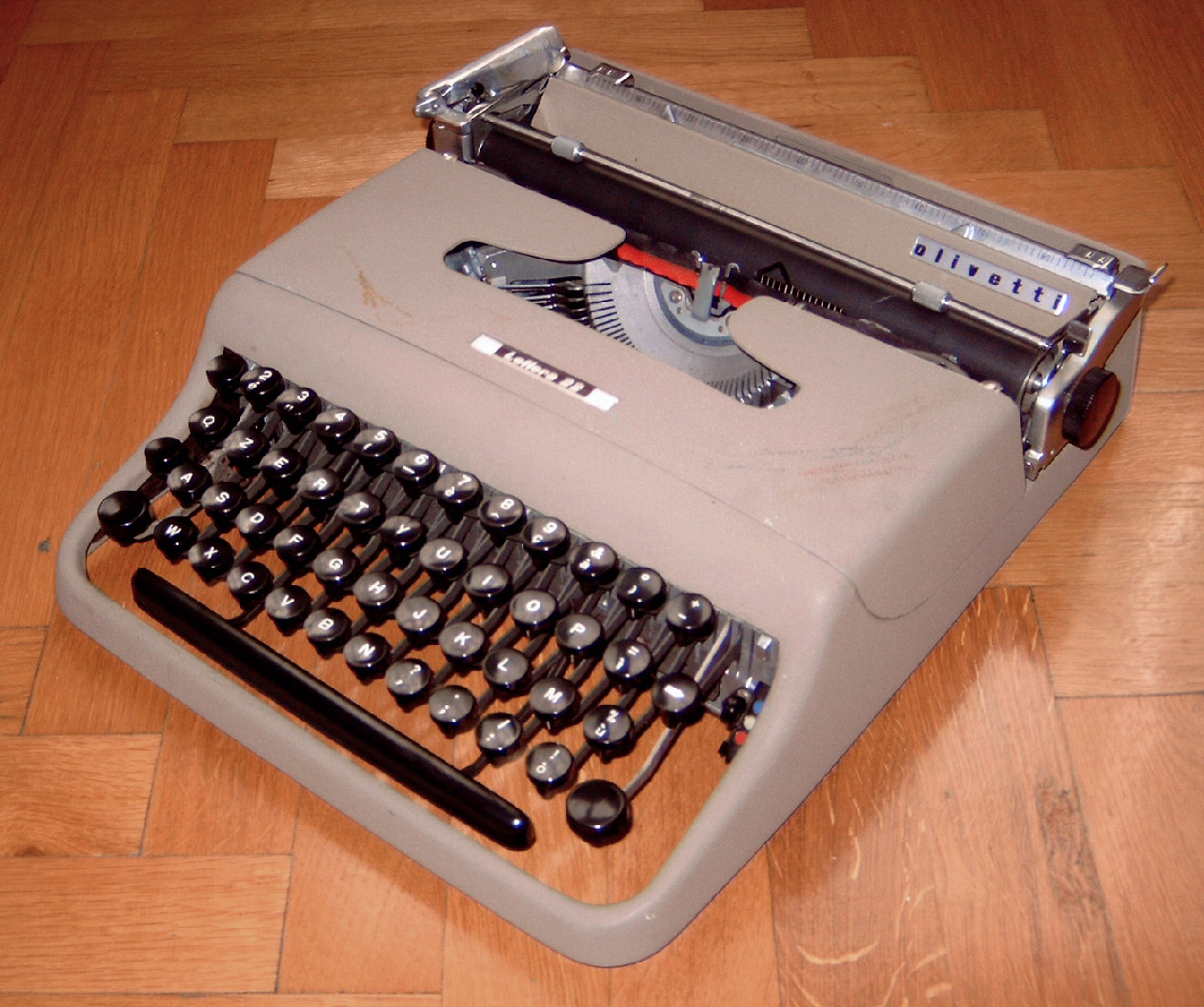
Olivetti Lettera 22, около 1950 года, дизайн Марчелло Ниццоли

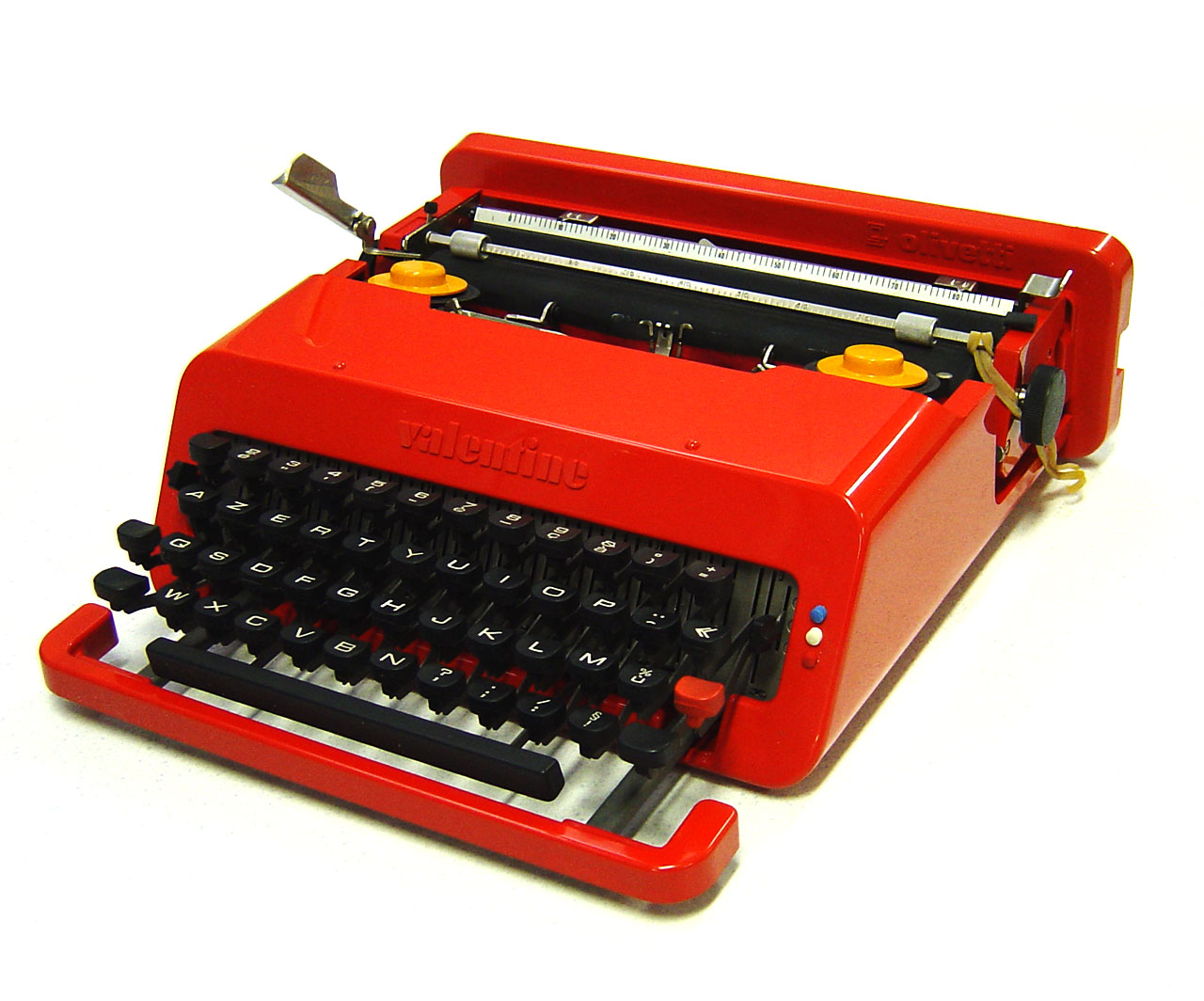
Olivetti Valentine, 1969 год, дизайн Этторе Соттсасса

Olivetti прославилась вниманием, уделявшимся дизайну:

…предубеждения в области дизайна развились в полноценную корпоративную философию, охватывавшую всё: от формы клавиши пробела до цветовой гаммы рекламного плаката.— Джонатан Мартин, Международный реестр истории компаний
 В 1952 году Музей современного искусства провел выставку под названием «Olivetti: Дизайн в промышленности». Сегодня многие продукты Olivetti стали частью постоянной коллекции музея. Другая значительная выставка, организованная Музеем декоративного искусства в Париже в 1969 году, посетила 5 разных городов. Olivetti была также известна значительностью архитекторов привлекаемых к дизайну на её предприятиях и офисах, включая Ле Корбюзье, Луиса Кана, Гае Ауленти и многих других.
С 1940-х по 1960-х промышленным дизайном в Olivetti руководил Марчелло Ниццоли, ответственный за Lexicon 80 (1948) и переносную Lettera 22 (1950). Позже дизайнерские работы возглавили Марио Беллини и Этторе Соттсасс. Беллини спроектировал калькуляторы Programma 101 (1965), Divisumma 18 (1973) и Logos 68 (1973) и, среди прочего, видеотерминал TCV-250 (1966). Соттсасс спроектировал пишущую машинку Tekne 3 (1958), компьютер Elea 9003 (1959), пишущую машинку Praxis 48 (1964), переносную пишущую машинку Valentine и прочее. Мишель Де Люччи спроектировал струйный принтер Art Jet 10 (1999) (первый приз Compasso d’Oro) и калькулятор Gioconda (2001). Джордж Соуден работал в Olivetti с 1970 по 1990 годы и спроектировал первый настольный компьютер компании Olivetti L1 в 1978 году (ставший результатом эргономических исследований, длившихся 2 года). В 1991 году Соуден выиграл престижную награду Ассоциации промышленных дизайнеров Италии (ADI) Compasso d’Oro за дизайн факса Olivetti OFX420.

### Компьютеры

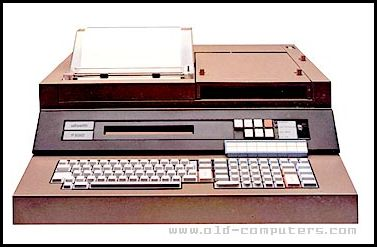
Olivetti P6060

- 1975 год - Olivetti P6040 (it:Olivetti P6040) 2.5-дюймовый гибкий диск без конверта "Minidisk"
- 1975 год - Olivetti P6060 (it:Olivetti P6060) 8-дюймовый гибкий диск в конверте, газоразрядная строка на 32 знака с переключением для просмотра второй части 64-хзначных строк
- 1975 год - Olivetti P6066 (it:Olivetti P6066) 8-дюймовый гибкий диск в конверте, с экранным электроннолучевым дисплеем

Первый современный персональный компьютер Olivetti M20, на основе микропроцессора Zilog Z8000, был выпущен в 1982 году. В 1983 году Olivetti представили M24, клон IBM PC, использовавший MS-DOS и процессор Intel 8086 (тактовая частота 8 МГц) вместо Intel 8088 (4,77 МГц) у оригинального IBM PC. В 1985 году компания приобрела контрольный пакет акций британского производителя компьютеров Acorn Computers Ltd. Третьей стороной в сделке стала Thomson SA. Olivetti продавала Thomson MO6 и Acorn BBC Master Compact под торговыми названиями Olivetti Prodest PC128 и PC128s, соответственно.
Olivetti M24 был успешным продуктом, стал популярным в Европе и использовался многими государственными учреждениями. Тем не менее, когда Intel выпустила более быстрый микропроцессор Intel 80386, Olivetti не удалось выпустить новый надёжный продукт на его основе.
Olivetti также продавала псевдопереносные персональные компьютеры Olivetti PC1 на основе Intel 8086/8088 со встроенной клавиатурой и одним или двумя встроенными 3,5-дюймовыми дисководами гибких дисков, работавшие под управлением DOS 3.27, которая была OEM-версией PC-DOS 3.20 с незначительными улучшениями.

### Завершение производства компьютеров
В 1995 году Olivetti предприняла попытку восстановить свои позиции на компьютерном рынке, выпустив Envision, полностью мультимедийный ПК, для использования дома. Этот проект потерпел неудачу и, возможно, был слишком передовым для своего времени. Packard Bell ухитрилась успешно выпустить похожий продукт в США, но только несколькими годами позже. Основной проблемой компании была её неспособность объединять инновации со стандартами качества, которым она была предана, во время когда не только уменьшались различия на рынке ПК, но также росло количество производителей клонов IBM PC. Компания продолжала разрабатывать персональные компьютеры вплоть до продажи своего подразделения по их производству в 1997 году.

### Конец Olivetti как самостоятельной компании
Компания из Люксембурга Bell S.A. приобрела контрольный пакет акций Olivetti в 1999 году, но перепродала его двумя годами позже консорциуму, в который входили Pirelli и Benetton Group. В 2003 году Olivetti была поглощена группой Telecom Italia, сохранив обособленную индивидуальность как Olivetti Tecnost.
Сегодня Olivetti работает в Италии и Швейцарии и имеет торговых партнеров в 83 странах. Научно-исследовательские и опытно-конструкторские разработки проходят в подразделениях, расположенных в Аглие, Арнаде, Карсоли и Скармано, в Италии, и в Ивердоне, в Швейцарии. Недавно компания опять начала продавать серию офисных факсов/сканеров/принтеров.